# 西田計治
西田 計治（にしだ けいじ、1957年7月13日 - )は、日本の経営者。三井金属鉱業代表取締役社長。日本鉱業協会元会長。

## 経歴・人物
福岡県出身。1980年3月、山口大学経済学部経営学科卒業。同年4月、三井金属鉱業に入社。2010年6月、同社執行役員財務部長。2011年6月、同社取締役 兼CFO（最高財務責任者）兼 常務執行役員経営企画部長兼財務部長。2012年2月、同社同役兼CFO兼 同役員同部長。2014年4月、同社代表取締役専務取締役及びCFO兼 同執行役員同部長及び金属事業本部銅事業統括部長に就任。2016年1月、同社同役同取締役兼CFO 及び専務執行役員。同年4月、代表取締役社長に就任。

## 姿勢
足元の事業環境について「国内・海外の景気減速や非鉄金属価格の大幅下落など事業環境の悪化により業界各社の業績は悪化する」と見通している。その上で「業界としては引き続き資源の安定供給と循環型社会の構築といった社会的責任を果たしていく」と述べている。

## 経営課題
資源の安定確保
「資源価格下落によって各社の探鉱予算も削減される中、政府系機関にいっそうの支援強化などを求めていく」としたほか、資源保有国による資源ナショナリズム回避のために政府に対して資源外交を要望。電力問題については、製錬所の競争力維持のための「賦課金減免の継続や電力料金の引き下げを求めている。
リサイクルによる循環型社会の構築
「都市鉱山の資源をより有効活用すべく国や地方自治体と連携しつつ、バーゼル対象リサイクル品の輸入手続きの簡素化や国内資源の流出防止策などに取り組む」と言及。
人材育成と交流
次世代を担う大学生・大学院生を対象とした人材確保と育成を強化する方針を示す。

## 実績
- 半導体パッケージ向け新材料の開発・量産化。ファンアウト・パネルレベルパッケージ用ガラスキャリア付き微細回路形成用材料「HRDP」を開発。ジオマテックと量産技術を確立[5]。